# Die Liebe der Brüder Rott
Pour plus de détails, voir Fiche technique et Distribution.
Die Liebe der Brüder Rott est un film allemand réalisé par Erich Waschneck, sorti en 1929.

## Fiche technique
- Titre : Die Liebe der Brüder Rott
- Réalisation : Erich Waschneck
- Scénario : Hans Rameau d'après le roman Das Kreuz im Moor de Fritz Gantzer
- Photographie : Franz Planer
- Pays de production : République de Weimar
- Format : Noir et blanc - 1,33:1 - Film muet
- Date de sortie : 1929

## Distribution
- Olga Tchekhova : Theresa Donath
- Jean Dax : Donath
- Paul Henckels : Clemens Rott
- Jameson Thomas : Robert
- Ekkehard Arendt (en) : Wolf
- Alexej Bondireff : John Meyer
- Jakob Tiedtke
- Paul Otto
- Charles Vanel